# Latvia Juniors
Das Latvia Juniors (auch Latvia Junior International genannt) ist im Badminton die offene internationale Meisterschaft von Lettland für Junioren und damit das bedeutendste internationale Juniorenturnier Lettlands. Das Turnier wurde erstmals im Jahr 2022 ausgetragen, nachdem die ursprünglich geplante Erstveranstaltung 2021 der COVID-19-Pandemie in Lettland zum Opfer fiel.

## Sieger
| Saison    | Herreneinzel      | Dameneinzel       | Herrendoppel                 | Damendoppel             | Mixed                         |
| --------- | ----------------- | ----------------- | ---------------------------- | ----------------------- | ----------------------------- |
| 2021      | abgesagt          | abgesagt          | abgesagt                     | abgesagt                | abgesagt                      |
| 2022      | Tauri Kilk        | Maria Koriagina   | Robin Harper Harry Wakefield | Elin Öhling Elin Ryberg | Tauri Kilk Viltė Paulauskaitė |
| 2023 2024 | nicht ausgetragen | nicht ausgetragen | nicht ausgetragen            | nicht ausgetragen       | nicht ausgetragen             |